# Metone (Tesalia)

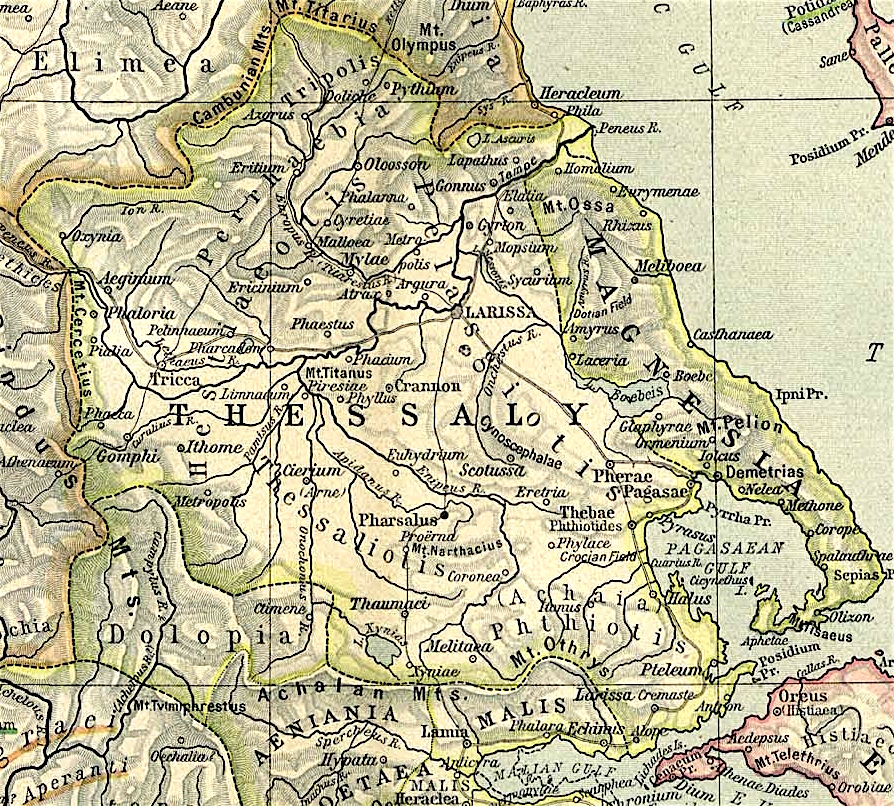
La antigua ciudad griega de Tesalia, Metone, formaba parte de los territorios que gobernaba Filoctetes. Se estima que podría haber estado ubicada en la colina de Navestiki.

Metone (en griego, Μεθώνη) es el nombre de una antigua ciudad griega de Tesalia, que fue mencionada por Homero en el catálogo de las naves de la Ilíada, donde formaba parte de los territorios que gobernaba Filoctetes.
Es mencionada en el Periplo de Pseudo-Escílax como una ciudad del territorio de Magnesia, junto con Yolco, Coracas, Espálatro y Olizón.
Se ha sugerido que Metone podría haber estado ubicada en la colina de Nevestiki, junto a la población actual de Ano Lechonia, donde se han hallado restos principalmente de los periodos clásico y helenístico, o en otro ubicado en Khortos, cerca de Argalasti, que estuvo habitada entre los periodos arcaico y romano aunque también se ha encontrado algo de material anterior, del periodo Heládico reciente III A2.